# Nycteribia latreillii
Nycteribia latreillii är en tvåvingeart som först beskrevs av Leach 1817.  Nycteribia latreillii ingår i släktet Nycteribia och familjen lusflugor. Inga underarter finns listade i Catalogue of Life.